# Franklin Gómez
Franklin Gómez Matos (* 5. August 1986 in Puerto Plata, Dominikanische Republik) ist ein puerto-ricanischer Ringer. Er wurde 2011 Vize-Weltmeister im freien Stil im Federgewicht.

## Werdegang
Franklin Gómez wuchs in Brandon, Florida auf, wo er auch wohnt. Er kam dort im Jahre 1998 an der High-School zum Ringen. Sein erster Trainer war Pedro Rojas. Seit 2004 besucht er die Michigan State University in East Lansing (Michigan). Er gehört außerdem dem Spartan Wrestling Club an und ringt nur im freien Stil. Erste größere Erfolge stellten sich im Jahre 2005 ein, als er US-amerikanischer Juniorenmeister im Bantamgewicht wurde. 2006 siegte er bei der US-amerikanischen Studentenmeisterschaft und qualifizierte sich damit für das US-amerikanische WM-Ausscheidungsturnier, in dem er im Bantamgewicht aber im Viertelfinale gegen Henry Cejudo verlor. 2008 belegte er bei der US-amerikanischen Studentenmeisterschaft im Federgewicht hinter Daniel Dennis den 2. Platz und 2009 hinter Jordan Oliver und Coleman Scott den 3. Platz.
2010 entschloss sich Franklin Gómez, künftig für Puerto Rico zu starten, um auch an internationalen Meisterschaften teilnehmen zu können. Für dieses Land belegte er bei den Central American and Caribbean Games in Mayaguez (Puerto Rico) im Federgewicht gleich den 3. Platz. Bei der Weltmeisterschaft dieses Jahres in Moskau unterlag er allerdings im Federgewicht bereits in seinem ersten Kampf gegen Malchaz Kurdiani aus Georgien und belegte nur den 20. Platz.
Sehr erfolgreich verlief dann das Jahr 2011 für ihn. Im Mai holte er sich in Rionegro (Kolumbien) den Titel eines Pan Amerikanischen Meisters im Federgewicht vor dem Kanadier Tyley Walker und Gabriel Garcia Sanchez aus der Dominikanischen Republik. Im Juli siegte er beim Großen Preis von Spanien in Madrid und besiegte dort im Finale Tim Schleicher aus Deutschland. Im September startete er bei der Weltmeisterschaft in Istanbul und kam dort zu Siegen über Malchaz Zarkua, Georgien, Ri Jong Myong aus Nordkorea, Lee Seung-chul aus Südkorea, Selimchan Chusseinow aus Aserbaidschan und Dauren Schumgasijew aus Kasachstan. Im Finale unterlag er aber gegen den vielfachen russischen Weltmeister und Olympiasieger Bessik Serodinowitsch Kuduchow klar nach Punkten (0:2 Runden, 0:5, 0:1 Punkte). Er wurde damit Vize-Weltmeister, ein großer Erfolg für ihn. Im Oktober siegte er schließlich auch bei den Pan Amerikanischen Spielen in Guadalajara (Mexiko) vor Guillermo Torres Cervantes, Mexiko, Fernando Iglesias, Argentinien und Yowlys Bonne Rodriguez aus Kuba.
Bei den Olympischen Spielen 2012 in London verlor Franklin Gomez in seinem ersten Kampf gegen Bessik Serodinowitsch Kuduchow, den er beim Großen Preis von Deutschland in Dortmund im April 2012 noch besiegt hatte, knapp nach Punkten (1:2 Runden, 2:4 Punkte). In der Trostrunde traf er auf Yogeshwar Dutt aus Indien, gegen den er, etwas demotiviert, glatt verlor und deshalb nur auf den 15. Platz kam.
Bei der Weltmeisterschaft 2013 in Budapest kam Franklin Gomez zu Siegen über Basar Basargurujew, Kirgisistan und Hwang Ryong-hak, Nordkorea, ehe er gegen Bechan Goigerejew, Russland verlor. Da dieser Weltmeister wurde, konnte er in der Trostrunde weiterringen, in der er zunächst Andrei Perpeliță aus Moldawien besiegte, dann aber gegen Artur Alrakeljan aus Armenien verlor und damit den 7. Platz belegte.
Bei den Spielen 2016 in Rio de Janeiro kam er zu seiner zweiten Olympiateilnahme. Im Viertelfinale des Leichtgewichts traf er auf Ixtiyor Navroʻzov aus Usbekistan. Als sich der Kampf dem Ende neigte, machte Gómez einen Schritt, der Navroʻzov aus dem Ring brachte und Gómez zunächst zwei Punkte einbrachte. Einer der Punktrichter argumentierte jedoch dagegen, weshalb der Punkt an den Usbeken ging und dieser den Kampf gewann.
Diese Entscheidung war von Anfang an umstritten und hatte einen Shitstorm auf der Onlineplattform Twitter zur Folge. Dort schrieben andere Ringer wie Jakob Varner, Cael Sanderson oder Ben Askren unter dem Hashtag „#GomezGotRobbed“, dass dieser „ausgeraubt“ worden sei. Auch der frühere Gouverneur von Puerto Rico, Aníbal Acevedo Vilá beteiligte sich an diesem Protest. Der amtierende Gouverneur Alejandro García Padilla schrieb, gegen das Urteil zu protestieren, welches er als „Diebstahl des Sports“ bezeichnete.
Kurz nach dem Kampf wurden mindestens drei Punktrichter von der United World Wrestling wegen suspendiert. Sie behaupteten auch, dass eine Untersuchung durchgeführt werden würde, aber ihre Entscheidung konnte nicht aufgehoben werden. Am 3. September 2016 wurde ohne Angabe von Gründen bekannt gegeben, dass mindestens drei Punktrichter offiziell aus der United World Wrestling ausgeschlossen wurden.

## Internationale Erfolge
| Jahr | Platz | Wettbewerb                                                     | Gewichtsklasse | Ergebnis |
| 2010 | 3.    | Central American and Caribbean Games in Mayaguez (Puerto Rico) | Feder          | hinter Gabriel Garcia Sanchez, Dom. Rep. und Nelson Garcia, Kolumbien |
| 2010 | 20.   | WM in Moskau                                                   | Feder          | nach einer Niederlage gegen Malchaz Kurdiani, Georgien |
| 2010 | 5.    | Sunkist Kids Intern. Open in Tempe (Arizona)                   | Feder          | hinter Matt Valenti, Derek Moore und Drew Headlee, alle USA u. Seshito Shimizu, Japan |
| 2011 | 3.    | Dave-Schultz-Memorial in Colorado Springs                      | Feder          | hinter Rizvan Gadschijew, Belarus und Shogo Maeda, Japan, vor Nick Simmons u. Reece Humphrey, beide USA |
| 2011 | 1.    | Pan Amerikanische Meisterschaften in Rionegro (Kolumbien)      | Feder          | vor Ryley Walker, Kanada, Gabriel Garcia Sanchez, Dom. Rep. und Alejandro Enrique Valdez, Kuba |
| 2011 | 1.    | Großer Preis von Spanien in Madrid                             | Feder          | vor Tim Schleicher, Deutschland, Agustin Sanchez Parra, Spanien und Muhammet Demir, Türkei |
| 2011 | 2.    | WM in Istanbul                                                 | Feder          | nach Siegen über Malchaz Zarkua, Georgien, Ri Jong Myung, Nordkorea, Lee Seung-chul, Südkorea, Selimchan Chusseinow, Aserbaidschan und Dauren Schumgasijew, Kasachstan und einer Niederlage gegen Bessik Serodinowitsch Kuduchow, Russland |
| 2011 | 1.    | Pan American Games in Guadalajara (Mexiko)                     | Feder          | vor Guillermo Torres Cervantes, Mexiko, Fernando Iglesias, Argentinien und Yowlys Bonne Rodriguez, Kuba |
| 2012 | 1.    | Ion-Corneanu-Memorial in Targoviste                            | Feder          | vor Andrei Dukow, Rumänien und Ion Drucenschi, Moldawien |
| 2012 | 1.    | Torneo Citta a Sassari                                         | Feder          | vor Salvatore Mannino und Antonio Tagliavia, beide Italien |
| 2012 | 1.    | Großer Preis von Deutschland in Dortmund                       | Feder          | vor Bessik Serodinowitsch Kuduchow, Antoine Massidda, Frankreich und Hadschi Alijew, Aserbaidschan |
| 2012 | 15.   | OS in London                                                   | Feder          | nach Niederlagen gegen Bessik Serodinowitsch Kuduchow und Yogeshwar Dutt, Indien |
| 2013 | 19.   | "Iwan-Yarigin"-Golden-Grand-Prix in Krasnojarsk                | Feder          | Sieger: Opan Sat vor Alexander Bagomedow, beide Russland |
| 2013 | 2.    | Golden-Grand-Prix in Sassari                                   | Feder          | hinter Wladimer Chintschegaschwili, Georgien, vor Giorgi Edischeraschwili, Georgien und Erhan Bakir, Türkei |
| 2013 | 1.    | Großer Preis von Spanien in Madrid                             | Feder          | vor Nikolai Bolobnjuk, Slowakei, Sezer Akgül, Türkei und Surab Kotjoraschwili, Georgien |
| 2013 | 1.    | "Wacław-Ziółkowski"-Memorial in Spała                          | Feder          | vor Krzysztof Bienkowski, Polen, Nikolai Aiwasjan, Ukraine und Sezer Akgül |
| 2013 | 7.    | WM in Budapest                                                 | Feder          | nach Siegen über Basar Basargurujew, Kirgisistan und Hwang Ryong-hak, Nordkorea, einer Niederlage gegen Bechan Goigerejew, Russland, einem Sieg über Andrei Perpeliță, Moldawien und einer Niederlage gegen Artur Arakeljan, Armenien      |
| 2013 | 13.   | Golden-Grand-Prix in Baku                                      | Leicht         | Sieger: Iljas Bekbulatow vor Alibeggadschi Emejew, beide Russland |
| 2014 | 2.    | "Dave-Schultz"-Memorial in Colorado Springs                    | bis 65 kg      | hinter Frank Molinaro, USA, vor Jason Chamberlain, USA und Borislaw Nowatschkow, Bulgarien |
| 2014 | 1.    | Dan Kolow & Nikola Petrow-Memorial in Sofia                    | bis 65 kg      | vor Borislaw Nowatschkow, George Bucur, Rumänien und Servet Coskun, Türkei |

Erläuterungen * alle Wettbewerbe im freien Stil
- OS = Olympische Spiele, WM = Weltmeisterschaft
- Federgewicht, Gewichtsklasse bis 60 kg, Leichtgewicht, bis 66 kg Körpergewicht (bis 31. Dezember 2013, seit 1. Januar 2014 gilt eine neue Gewichtsklasseneinteilung durch den Ringer-Weltverband FILA)